# Martha Dandridge Custis Washington
Martha Dandridge Custis Washington (ur. 2 czerwca 1731 w hrabstwie New Kent, zm. 22 maja 1802 w Mount Vernon) – pierwsza dama Stanów Zjednoczonych (1789-1797).

## Życiorys

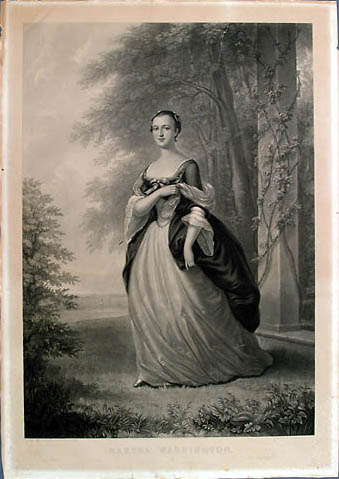
Martha Dandridge, 1757

Urodziła się 2 czerwca 1731 roku w hrabstwie New Kent, jako córka pułkownika Johna Dandridge’a, plantatora tytoniu. Miała ośmioro rodzeństwa i nie otrzymała starannego wykształcenia. W 1749 roku wyszła za mąż za plantatora Daniela Custisa. Z mężem miała czworo dzieci, z których dwoje pierwszych zmarło w wieku niemowlęcym. Wdową została osiem lat po ślubie, w 1757 roku.
Od momentu śmierci jej męża, miała kilku adoratorów, lecz zdecydowała się poślubić George’a Washingtona. Uroczystość weselna odbyła się 6 stycznia 1759 roku. Po ślubie para przeniosła się do Mount Vernon nad Potomakiem. Krótko po rozpoczęciu wojny o niepodległość USA Martha była zmuszona opuścić swój dom, z uwagi na groźbę spalenia posiadłości ze strony wojsk brytyjskich. Towarzyszyła wówczas mężowi w czasie zimowych obozów, gdzie zajmowała się cerowaniem odzieży i troską o rannych.

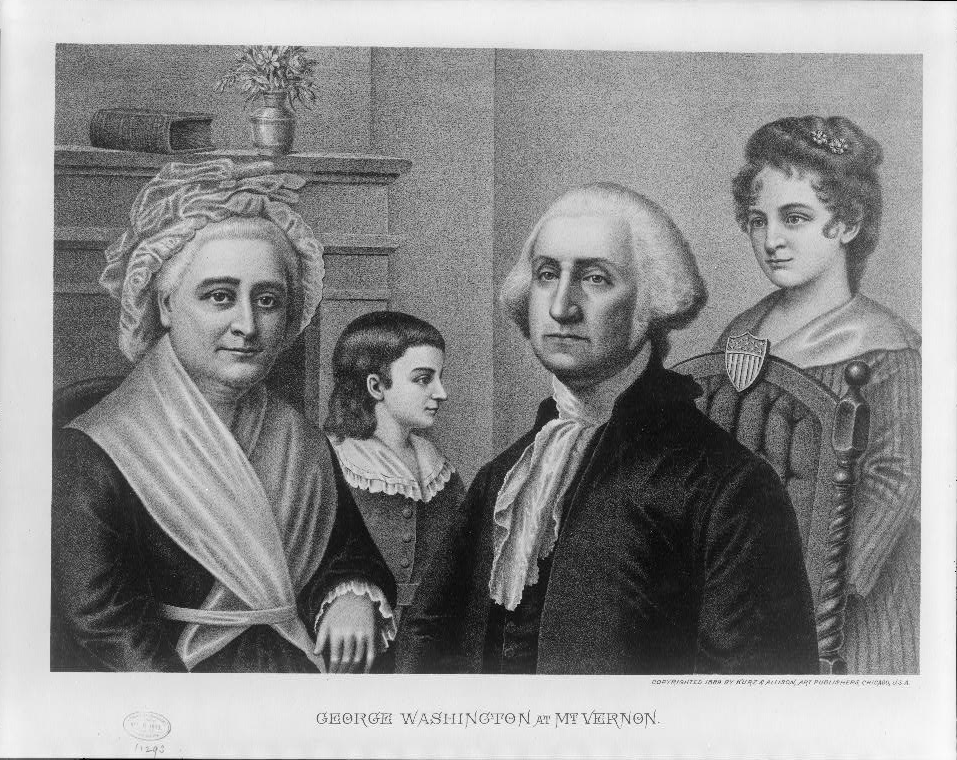
Martha Washington z drugim mężem i dziećmi

Po wyborze Washingtona na prezydenta, Martha nie chciała przenosić się do ówczesnej stolicy – Nowego Jorku. Uczyniła to dopiero miesiąc po zaprzysiężeniu. Zdając sobie sprawę z tego, że tworzy precedensy na przyszłość, starała się sumiennie wykonywać obowiązki pierwszej damy. Miała zwyczaj organizowania uroczystych przyjęć i kolacji we wtorki i czwartki. W 1790 roku siedziba rządu Stanów Zjednoczonych została przeniesiona do Filadelfii, która stała się drugą stolicą. Washingtonowie także się tam przeprowadzili, co ucieszyło pierwszą damę, która nie lubiła Nowego Jorku. Wprowadziła zwyczaj, że w Nowy Rok Biały Dom jest domem otwartym. Tradycja ta została zniesiona w 1930 roku przez Herberta Hoovera. Miała zwyczaj do skrupulatnego składania rewizyt, które były wówczas bardzo czasochłonne.
Pod koniec I kadencji Washingtona, Martha miała nadzieję, że mąż nie zdecyduje się kandydować ponownie. Jego decyzję o ponownym ubieganiu się o fotel prezydenta przyjęła z dezaprobatą, lecz nie zaprotestowała. W tym okresie, w Filadelfii panowała epidemia żółtej febry co zmusiło pierwszą parę do opuszczenia stolicy i udania się do Mount Vernon. Wykorzystała ten czas na sprawdzenie czy ojcowizna jest dobrze zarządzana. Ostatnie przyjęcie w posiadłości prezydenckiej wydała 3 marca 1797, a następnego dnia wzięła udział w przyjęciu z okazji zaprzysiężenia nowego prezydenta – Johna Adamsa. Niecałe dwa tygodnie później Washingtonowie powrócili do Mount Vernon.

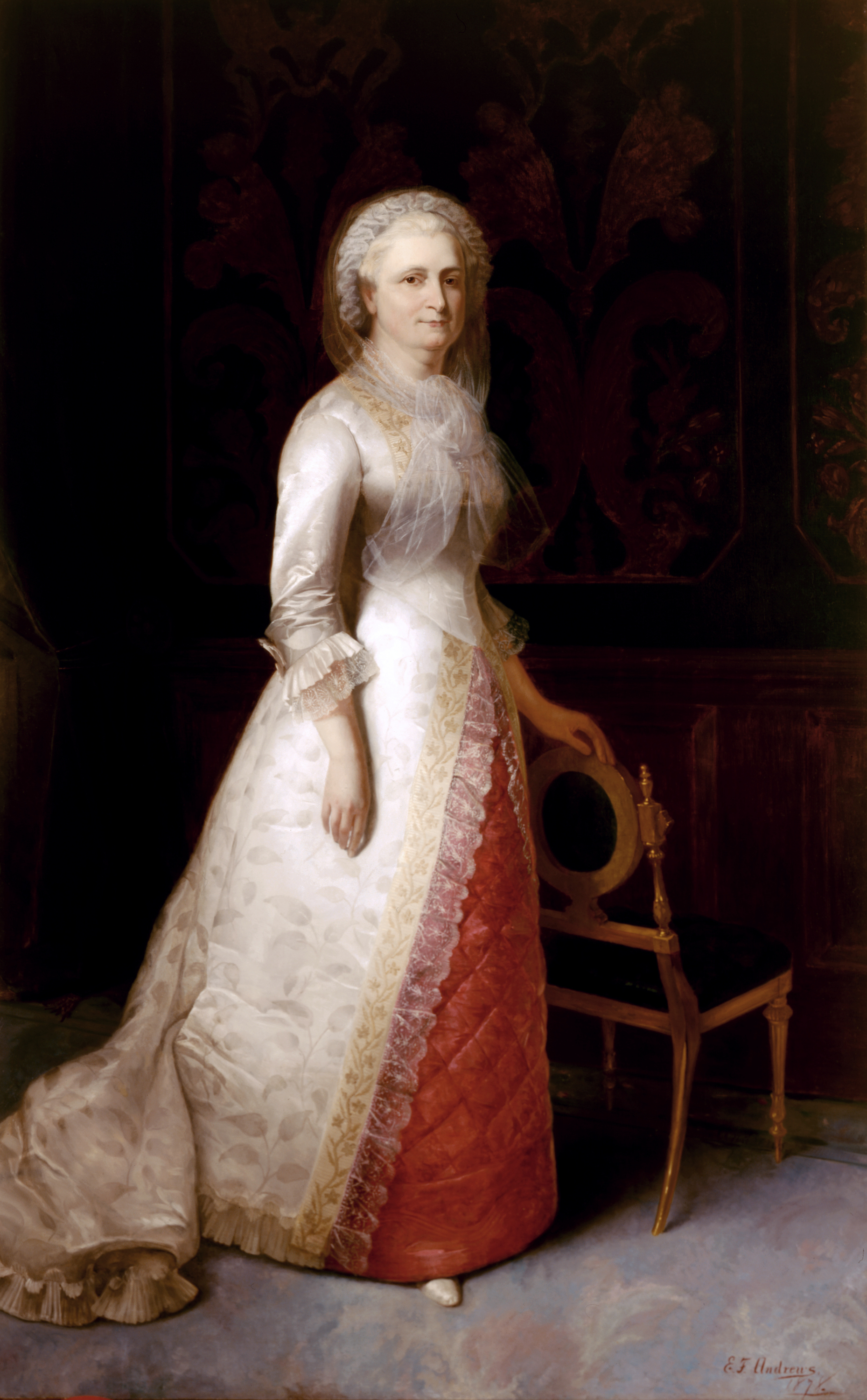
Martha Dandridge Custis Washington, obraz namalowany w 1878

W grudniu 1799 George Washington mocno się przeziębił. 13 grudnia jego stan znacznie się pogorszył – miał trudności z oddychaniem i mówieniem. Zmarł następnego dnia. Po śmierci męża, Martha nadal zajmowała się zarządzaniem posiadłości Mount Vernon i podejmowała w niej gości. Z czasem miewała coraz częściej podwyższoną temperaturę. Na początku maja 1802 roku jej stan się pogorszył. Zmarła 22 maja i została pochowana obok męża w Mount Vernon.

## Życie prywatne
W wieku 17 lat wyszła za mąż za plantatora, pułkownika Daniela Custisa. Miała z nim czworo dzieci, lecz tylko syn John Parke i córka Patsy dożyły wieku dojrzałego. Po śmierci Curtisa, wyszła za George’a Washingtona. Z drugiego małżeństwa nie urodziły się dzieci.